# Apamea unicolor
Apamea unicolor är en fjärilsart som beskrevs av Heinrich 1916. Apamea unicolor ingår i släktet Apamea och familjen nattflyn. Inga underarter finns listade i Catalogue of Life.